# フィフティーン

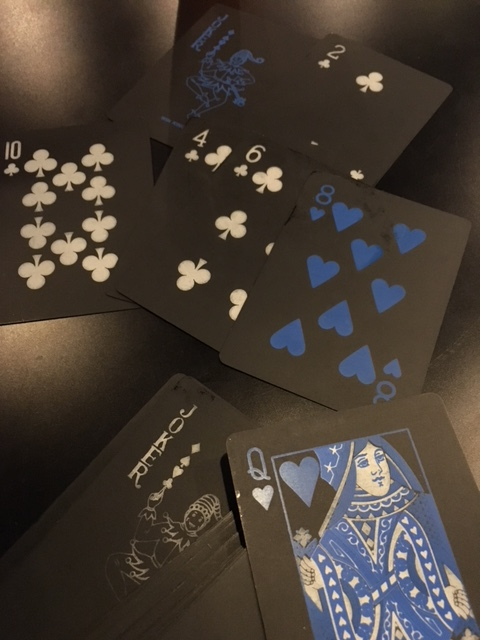
トランプ

フィフティーンとはトランプを使って行うカードゲームのひとつ。2枚のトランプの数字の合計で競い、最下位を決める。

## 概要
「おせっ会」によって考案され、日本の鹿児島県薩摩川内市では、ババ抜きや大富豪と並ぶ人気のゲームである。複数人で行い、神経衰弱のように裏返して、ランダムに広げたトランプを順番に取り合い、手札の数字の合計を競い、数字の小さいプレイヤーが負けとなる。運の要素が強いため公平なゲームといえる。飲みの席などで行われることが多い。手札の合計が15になると最弱になることからフィフティーンというゲーム名になったという説が有力である。

## ゲームの流れ
1. すべてのトランプを使い行う。神経衰弱のように裏返し、卓上または床にランダムに広げる。プレイヤーはトランプを囲むように位置につく。
2. ジャンケンなどで手札を引く順番を決める（2回目以降は負けたプレイヤーから引く）。
3. 最初になったプレイヤーがトランプの山の中から1枚引く。そのカードが奇数なら3回最下位になったプレイヤーが罰ゲーム、偶数なら2回または4回(プレイヤーの数で決める)最下位になったプレイヤーが罰を受ける。このカードは山に戻す。
4. 時計回りに１枚ずつ引く。
5. 全員の手札が２枚になったら「せーの」の合図で手札の合計を申告しながら見せる。
6. 申告した合計と手札の合計が合っているかみんなで確かめる。
7. 最弱の手札の者が負け。
8. 使い終わったカードは山に戻さずに別の場所に置いていく（罰を受ける者が決まるまで捨て続ける）。
9. 決めた回数最下位になったプレイヤーはショットグラスに注がれたお酒を飲み干す。[要出典]
10. これを気の済むまで繰り返す。

## ルール
時計周りに山から1枚ずつカードを引いていき、2枚の合計の一番低いプレイヤーが負けとなる。（3枚目のカードを引く場合がある。特殊なカードのjokerの項目に記載）
引いたカードは自分で見てよい。2枚を引き終わったら、全員で「せーの」の合図で手札を表にして見せながら合計の数を声に出して言う。手札の合計が少ない者が負けとなる。この時、申告した数と手札の合計があっていない場合「チョンボ」となり、手札が最弱でなくても負けとなる。最下位のプレイヤーが複数いる場合は、そのプレイヤー達だけでもう一度2枚引き、最下位が1人になるまで行う。

### 手札の強さ
２枚(または3枚)の手札を足した合計が大きい方が強い。特別ルールとして「A(エース)2枚」が最強手札、「ジョーカー２枚」「手札の合計15」が最弱手札となる。

### 特殊なカード、手札
•A
コピー。もう1枚の手札と同じカードとして数える。例:手札が8とAの場合、8+8で16になる。Aを2枚引いた場合、特別ルールにより最強手札となる。
•joker
スリーポイント、アンドワン。「せーの」の際に「ジョーカー！」と申告することにより、山からもう1枚引いて、手札を3枚にできる。3枚の合計がそのプレイヤーの手札となる。ジョーカーは+3で数える。もし、手札にジョーカーが2枚があれば、特別ルールにより、合計15と同じ最弱の扱いとなる。

#### エクストラルール
以下の「特殊なカード、手札」のルールを加えるか否かは、自由。
•手札に6があった場合
シックスセンス。全員がカードを引き終わって、「せーの」の前に、「第六感！」と宣言することにより、手札の6を誰かの手札と交換できる。相手の手札を選ぶ際、表は見ない。指名された側は拒否できない。所持しているプレイヤーが交換しないほうがいいと判断した場合は宣言しなくてもよい。
•手札の合計が4だった場合
コラテラルダメージ。全員がカードを引き終わって、「せーの」の前に、「お前を巻き込む！」と宣言して、巻き込む1人を指差してし、そのプレイヤーの手札の合計と自分のカードの合計を足して2で割った数が2人の手札の強さになる。巻き込まれる側は拒否できない。だだし、指定した相手がジョーカー2枚だった場合は自分も最弱になる。指定した相手がA2枚だった場合は自分も最強になる。手札が4だったプレイヤーが巻き込まなくてもいいと判断した場合は宣言しなくてもよい。例1:自分の手札の合計が4、相手の手札の合計が20だった場合、(4+20)÷2=12なので、お互いの手札の合計は12ということになる。例2:自分の手札の合計が4、相手の手札の合計が19だった場合、(4+19)÷2=11.5になる。小数点以下は考えないのでお互いの手札は11になる。
•手札の合計が7だった場合
ラッキーチャーム。そのターンの勝負が終わった後に御守り(チャーム)として、手札外に持っておける。次戦以降に手札の合計が15になってしまった場合、御守り効果により14となる。「せーの」の際に「御守り使います。」と申告する。一度使うと御守りは無くなる。
※「せーの」の前に宣言…シックスセンス、コラテラルダメージ
※「せーの」の際に申告…ジョーカー、ラッキーチャーム
※「シックスセンス」と「コラテラルダメージ」を複数のプレイヤー同時に宣言した場合はシックスセンスを先に行う。

### 特殊なカードの数え方の例
例1:手札が5、joker、9の場合、5+3(joker)+9で17になる。
例2:手札がA、joker、8の場合、8(A)+3(joker)+8で19となる。
例3:手札がjoker、A、Aの場合、エースの項目で書いたように、Aが2枚手札にあれば最強手札になる。
例4:手札がjoker、joker、Aの場合、ジョーカーが２枚あるので合計15と同じ扱いの最弱の手札となる。

### チャレンジ制度
設定回数負けて最下位になったプレイヤーは、「チャレンジ」と宣言することにより罰がチャラになるか、罰が2倍になるか、のギャンブルをすることができる。チャレンジを宣言したプレイヤーは1枚、他のプレイヤーは2枚の手札で勝負をする。チャレンジャーが勝利した場合、罰はなかったことになる。チャレンジャーが負けた場合、罰が2倍になる。

## 平等だね〜
負けが偏らず、拮抗した勝負になると、どこからともなく「平等だな〜」「平等やね〜」「平等だね〜」などの声があがる。トランプを混ぜる際に多い。

## プレイ中における注意点
運の要素が強いゲームであるため、紳士的であるか、ないかが大きく勝負の命運をわける。神は見ている。とくに、差別的発言や挑発的な行為には注意が必要である。過去の大会（@仏壇前）ではこれがキッカケでゲームの流れが大きく変わり、取り憑かれたように負けだすプレイヤーが出た。相手がこのような発言をするように誘導する行為は効果的な作戦ではあるが、自らも神の裁きを受ける対象となりえるため、上級者向けの戦略といえる。

## プレイする際のアイテム

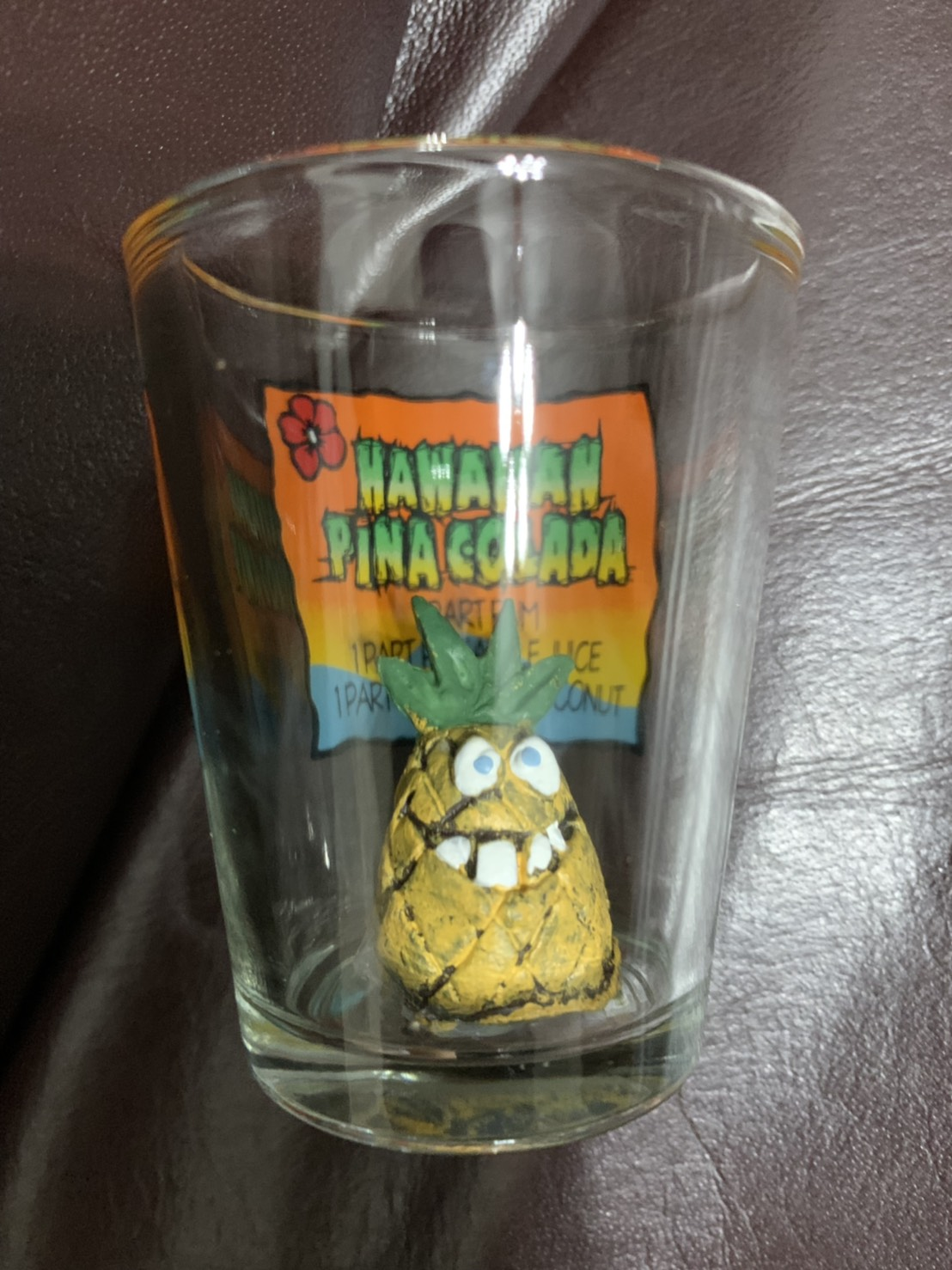
ナップル君
フィフティーンの罰ゲームで使われる恐怖のショットグラス。引いたカードの数字次第で氷を入れてもらえる減罰ルールもある。ナップル君と目が合わないようにプレイするのがゲン担ぎになっている。
電撃殺虫ラケット
フィフティーンの罰ゲームで使われるハエ叩き。網を指でつまみ、電撃をくらうスタイルが一般的。アルカリ電池だと痛みが増す気がする。